# Rafael Barber Rodríguez
Rafael Barber Rodríguez (* 2. Oktober 1980 in Aielo de Malferit, Valencia) ist ein spanischer Fußballspieler, der bei Deportivo Xerez in der spanischen Segunda División spielt.

## Spielerkarriere
Rafael Barber begann seine Karriere als Fußballer in der Segunda División B, der dritten spanischen Liga beim Ontinyent CF. Er ist ein richtiger Spätstarter. Von 2002 bis 2005 spielte er drei Jahre lang als Stammspieler und torgefährlicher Offensivmann weiterhin in der Segunda B für die UB Conquense. Im Sommer 2005, mit 25 Jahren, spielte er erstmals im Profifußball bei Recreativo Huelva. Bereits nach einem Jahr stieg Barber mit seiner Mannschaft in die Primera División auf. Er blieb Recreativo fünf Jahre lang treu – auch nach dem Abstieg 2009. Im Jahr 2010 wechselte er innerhalb der Segunda División zu Deportivo Xerez.

### Erfolge
- 2005/06 – Aufstieg in die Primera División mit Recreativo Huelva